# I’d Rather Be Blue
«I’d Rather Be Blue» (or «I’d Rather Be Blue over You (Than Be Happy with Somebody Else)») — песня из увидевшего свет в 1928 году музыкального фильма My Man производства кинокомпании Warner Bros. В этом фильме её исполняла Фанни Брайс.

## Версия Барбры Стрейзанд
Песня исполнялась Барброй Стрейзанд в фильме 1968 года «Смешная девчонка». Её версия достигла 19-го места в чарте «Easy Listening» американского журнала «Билборд».

### Список треков
7"-й сингл — Columbia 4-44622, 1968, США
1. «Funny Girl»
2. «I’d Rather Be Blue over You (Than Be Happy with Somebody Else)»"[3]

### Чарты
| Чарт (1968)                        | Высш. поз. |
| ---------------------------------- | ---------- |
| США (Billboard Adult Contemporary) | 19         |